# Dźinizm

Swastyka – jeden z symboli dźinizmu

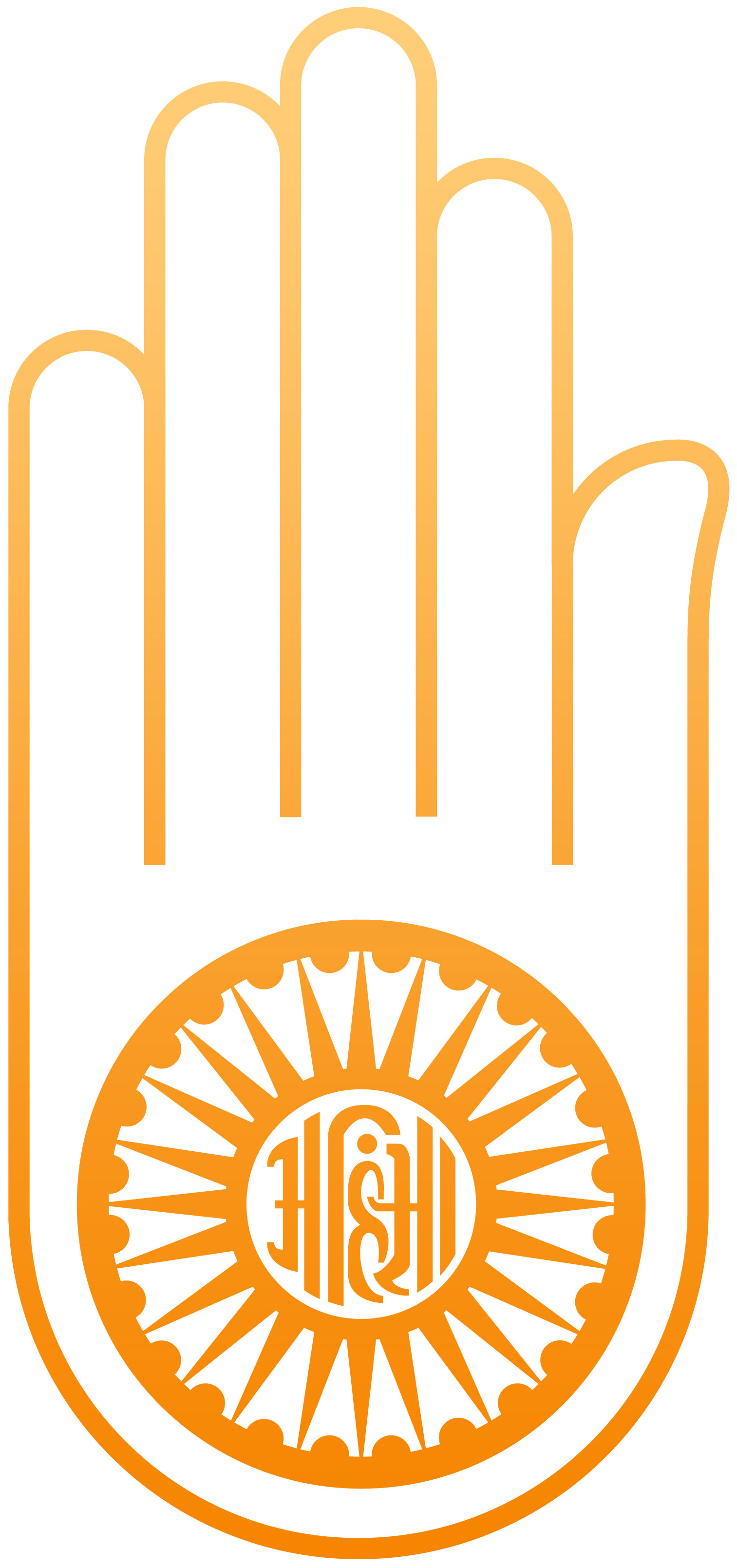
Otwarta dłoń – inny symbol dźinizmu

Dźinizm (też dżinizm dawniej dżajnizm, dżainizm, sanskryt जैन धर्म – trl. jaina dharma, trb. dźajna dharma) – nonteistyczny system filozoficzny i religijny, który powstał w Indiach około VI wieku p.n.e. w reakcji na silnie zrytualizowany braminizm.

## Etymologia
Wyraz sanskrycki जिन o transliteracji dźina i transkrypcji dźina posiada znaczenia zwycięzca, pogromca.

## Nazewnictwo
- W niektórych polskich tekstach spotkać można formy dżajnizm bądź dżainizm, które są niezalecanymi kalkami z sanskrytu. Były to formy zalecane i stosowane w Polsce w przeszłości[5]. Transkrypcja indyjskiego określenia to bowiem dźajna dharma.
- Forma o postaci dźinizm nie jest zapisem powstałym z pełnego respektowania zasad polskiej ortografii dla słów oryginalnie polskich. Jest ona natomiast zgodna z zasadami najpopularniejszej współcześnie polskiej transkrypcji sanskrytu.

## Historia
Za twórcę tej religii uważany jest Parśwa żyjący w VIII w. p.n.e., znacząco zreformował ją jednak Wardhamana Mahawira, który stworzył zbiór zasad regulujących życie wyznawców dźinizmu. Są to:
- ahinsa – powstrzymanie się od zadawania cierpienia wszelkim istotom żywym,
- satja(inne języki) – powstrzymanie się od kłamstwa,
- asteja(inne języki) – powstrzymanie się od kradzieży,
- brahmaćarja – powstrzymanie się od cudzołóstwa (w przypadku mnichów i mniszek – powstrzymanie się od wszelkich stosunków seksualnych),
- aparigraha(inne języki) – powstrzymanie się od posiadania zbędnej własności (w przypadku mnichów i mniszek – powstrzymanie się od posiadania wszelkiej własności).

Zasady te podkreślają wielki szacunek wyznawców dźinizmu dla wszystkich istot żywych. Dźiniści wierzą w możliwość wyrwania się z kręgu samsary – kołowrotu wcieleń, i osiągnięcia stanu wyzwolenia – mokszy. Droga do tego celu wiedzie poprzez trzy klejnoty, czyli:
- należyte spojrzenie,
- należyte poznanie,
- należyte postępowanie (co osiąga się przestrzegając pięciu wyżej wymienionych zasad).

Liczbę wyznawców dźinizmu ocenia się na ok. 4,5–5 mln (z czego 97–98% w Indiach).
Wyznawcy dźinizmu wierzą, że świat nigdy nie powstał ani nigdy się nie skończy. Przechodzi on przez cykle wznoszące lub opadające, składające się z 4 wieków. Wyższy, urdhwaloka, to świat niebiański (loka), składający się z siedmiu niebios. Świat ziemski, madhjaloka, to kraina potępiona, obejmująca siedem piekieł, piętrzących się jedno na drugim niczym połączone ze sobą parasole.

## Podział

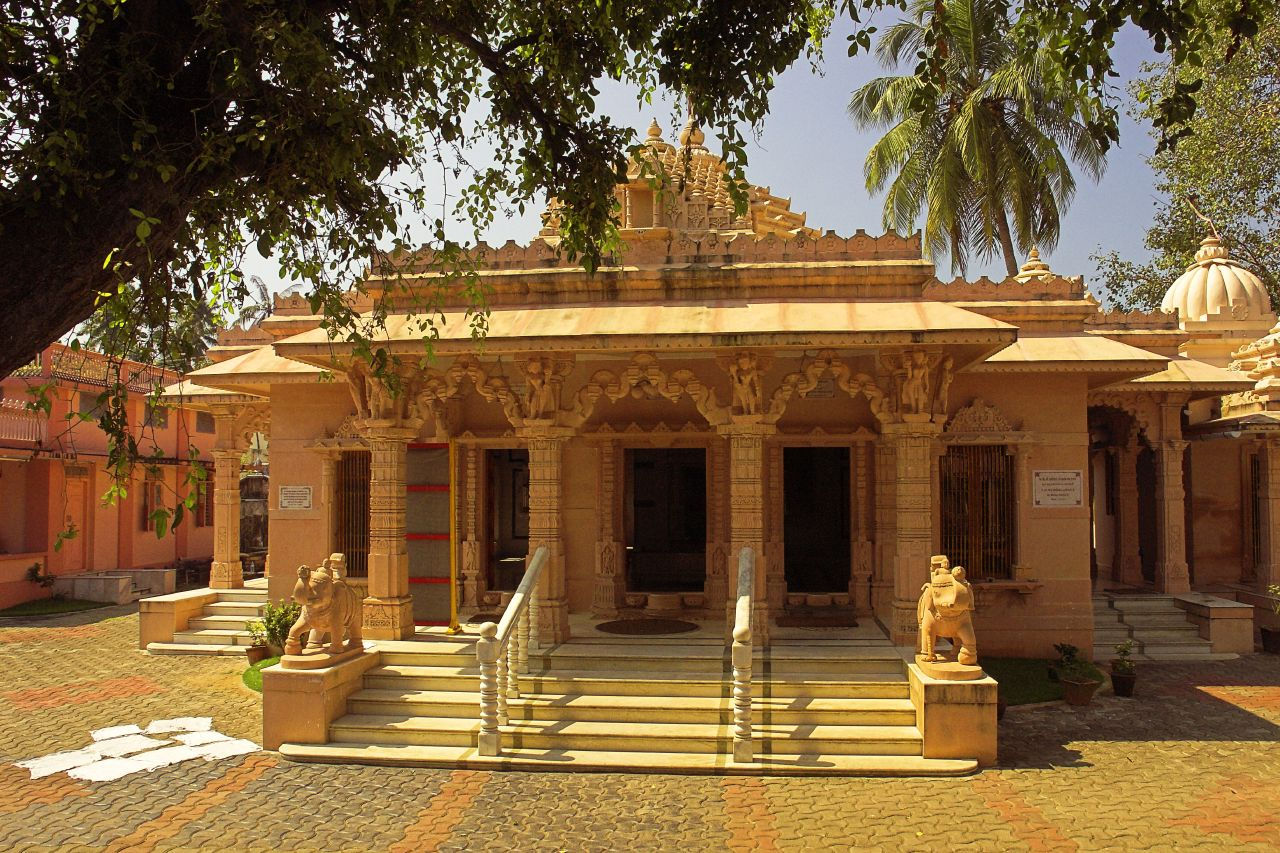
Świątynia dżinijska w Koczin w Kerali

Współcześnie istnieją dwie główne gałęzie dźinizmu:
- digambarowie,
- śwetambarowie.

W XVIII w., w związku z wpływami hinduizmu na dźinizm, powstał nowy odłam odrzucający kult wizerunków i głoszący potrzebę powrotu do pierwotnego dźinizmu. Członkowie tego odłamu zwani byli Sthanakawasi (dhundhija, bawis), a jego założycielem był Lumpaka (Lankasza) żyjący w XVI w. n.e. Powstała także grupa, w której naśladuje się niektóre sposoby oddawania czci praktykowane przez hindusów – zwani są oni Murtipudźaka.
W XVIII w. wyodrębnił się także odłam Terapanthi (Ścieżka Trzech) założony przez Bhikandźi, który starał się połączyć wszystkie dźinijskie nurty w jeden.

## Teksty święte
Zbiór religijnych ksiąg dźinizmu – Agama (Siddhanta) składa się z ok. 45 tekstów dotyczących doktryny, rytuału, biografii świętych oraz różnorodnych dziedzin wiedzy świeckiej. Każda ze szkół posiada własny kanon pism i komentarzy.
W V wieku n.e. na synodzie w Walabhi pod przewodnictwem śwetambarów ustalono nowy (większość starych pism zaginęła), ostateczny kanon pism dźinijskich.Najważniejsze z nich to:
- Anga – zbiór 12 tekstów/części, istota doktryny, za pomocą legend wątków kosmologicznych i numerologicznych przedstawia się podstawy doktryny:
  - Acaranga – dotyczy dyscypliny klasztornej,
  - Suryagadanga – refutacja argumentów heretyckich,
  - Sthananga – 10 tekstów doktrynalnych,
  - Samavayanga – rozwinięcie 10 tekstów doktrynalnych,
  - Vyakhyaprajnapti (Bhagavati) – dialogi na temat dogmatów,
  - Nayadhammakahao – seria apologii i kazań,
  - Upasakadasa – biografie uczniów świeckich,
  - Antakitadasa – biografie świętych,
  - Anuttara-Aupapatrika – żywoty osób boskich,
  - Praśnavyakarana – opis błędów i zaniedbań,
  - Vipakasutra – konsekwencje dobrych i złych czynów,
  - Dristvada – tekst zagubiony.
- Upanga – uzupełnienie doktryny, zbiór 12 tekstów/części o różnej wielkości i randze.

## Tirthankara– ubóstwiani mistrzowie dźinijscy

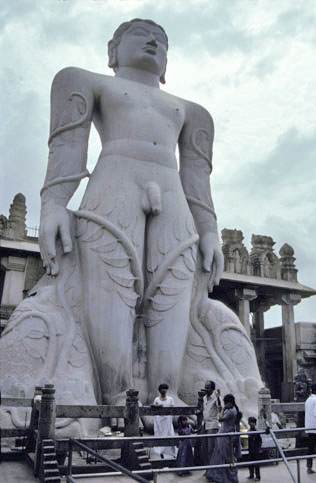
Posąg Gomateśwary (Bahubalina) w Shravanabelagola

Według tradycji jest ich dwudziestu czterech: dwudziestu dwóch uważanych za mitycznych a Parśwa i Mahawira – za historycznych:
1. Adinatha (Riszabhadewa) – przedstawiany w kolorze żółtym, symbolizuje go byk,
2. Adźinatha – złoty, słoń,
3. Sambhawanatha – koń,
4. Abhinandana – złoty, małpa,
5. Sumatinatha – złoty lub żółty, ptak lub koło,
6. Padmaprabha – czerwony kwiat lotosu,
7. Suparśwanatha – zielony, swastyka lub siedmiogłowa kobra,
8. Czandraprabha – biały, sierp księżyca,
9. Puszpadanta (Suwidhana) – biały, krokodyl lub krab,
10. Śitalanatha – żółty lub złoty, swastyka lub liść drzewa pippal,
11. Śrejamśanatha – żółty lub złoty, orzeł, daniel lub nosorożec,
12. Wasupudźja – czerwony, wół domowy,
13. Wimalanatha – złoty lub żółty, dzik,
14. Ananatanatha – złoty, sokół lub niedźwiedź,
15. Dharmanatha – żółty, błyskawica,
16. Śantinatha – złoty lub żółty, daniel lub żółw,
17. Kunthanatha – złoty, koza,
18. Arthanatha – złoty lub żółty, ryba,
19. Mallinatha (według śwetambarów kobieta) – niebieska lub złota, dzban na wodę,
20. Munisuwrata – ciemny, żółw,
21. Naminatha – złoty, niebieski, lotos,
22. Neminatha (Arisztanemi) – czerwony lub ciemny, muszla,
23. Parśwanatha (podobno VIII–VII w. p.n.e.) – ciemnoniebieski, wąż lub siedmiogłowa kobra,
24. Tirthakara (złoty lub żółty, lew) – Wardhamana Mahawira (ok. VI–V w. p.n.e.).

## Przedstawiciele i ich dzieła
- Umaswati (ok. I–III w. n.e.) – zaliczany do śwetambarów

Tattwarthadhigamasutra (Sutry dotyczące poznania sensu prawd) – dzieło uznane przez digambarów i śwetambarów
- Kundakunda (ok. III–IV w. n.e.) – zaliczany do digambarów

Pawajanasara (Istota objawienia)
Pańczatthijasangaha (Zestawienie pięciu zbiorów bytu)
Samajasara (Rdzeń nauki)
- Wamalasuri (VI w. n.e.)

Paumaćarija (Historia Padmy) – najstarszy dżinijski poemat epicki
- Dżinasena (IX w. n.e.)

Paswabhjudaja
- Gunabhadra (IX w. n.e.)

Mahapurana
- Hariczandra (IX w. n.e.)

Dharmasarmabhjudaja (Triumf obrońcy prawa) – tekst o 15. tirthakarze
- Puszpadanta (X w. n.e.)

Mahapurana – tekst o kosmologii
- Ranna (X w. n.e.)

Adźitapurana
Gadajuddha
- Ćawundaraja (XI–XII w. n.e.)

Czawundarajapurana (historia 24 tirthankarów)
- Abhajadewa (XI–XII w. n.e.)

Tika
- Haribhadra III Suri (XII w. n.e.)

Neminathaćarja
- Ramaćandra Suri (XII w. n.e.)

Hariśćandra (Satjahariśćandra)
- Andajja (XIII w. n.e.)

Kabbikarakawja (tekst o czystości duszy)
- Madhura (ok. XIV w. n.e.)

Dharmathapurana
- Bhaskaraćarja (XV w. n.e.)

Dźiwandharaćarita (Historia pobożnego księcia)
- Dewaczandra (XIX w. n.e.)

Radźawalikatha (Historia dźinizmu)

## Dźinijskie miejsca święte
- Abu (w stanie Radżastan, Indie) – święta góra odłamu śwetambara – kompleks świątyń zbudowany pomiędzy XI a XIII w. n.e.;
- Palitana (w stanie Gudźarat, Indie) – święte miasto śwetambarów, zamieszkiwane przez 19 kolejnych tirthankarów, znajduje się tam 109 większych świątyń i ok. 999 kaplic;
- Shravanabelagola (w stanie Karnataka, Indie) – święte miasto Digambarów słynące z 18-metrowego posągu z 981 r. n.e. dźinijskiego świętego Bahubalina;
- Śatrundźaja (w stanie Gudźarat, Indie) – święta góra śwetambarów w pobliżu Palitany;
- Girnar (w stanie Gudźarat, Indie) – święta góra śwetambarów – kompleks świątyń ku czci Neminathy, świątynie, pustelnie;
- Samed – święta góra śwetambarów, miejsce osiągnięcia nirwany przez pierwszego tirthankarę Riszabhę;
- Asztapada – święta góra śwetambarów.